# Violettkopfkolibri
Der Violettkopfkolibri (Klais guimeti) ist ein Vogel aus der Familie der Kolibris (Trochilidae) und die einzige Art der somit monotypischen Gattung Klais. Die Art kommt in den Ländern Honduras, Nicaragua, Costa Rica, Panama, Kolumbien, Venezuela, Ecuador, Peru und Bolivien vor. Der Bestand wird von der IUCN als nicht gefährdet (Least Concern) eingeschätzt.

## Merkmale
Der Violettkopfkolibri erreicht bei einem Körpergewicht von lediglich ca. 2,8 g eine Körperlänge von etwa 7,9 cm, wobei die Flügel 5,2 cm, der Schwanz 29 mm und der kurze, gerade Schnabel 13 mm lang sind. Der Oberkopf und die Kehle des Männchens sind violettblau. Hinter dem Auge befindet sich ein kleiner weißer Fleck. Die Oberseite, die Flügeldecken und Flanken sind bronzegrün. Die Färbung geht am Hinterrücken ins Hellgrüne über. Die Unterseite ist grau, an den Unterschwanzdecken weißlich-grau. Die Flügel sind schwärzlich-purpurn. Die blaugrünen Schwanzfedern sind an der Wurzel deutlich mehr grün und am Ende schwärzlich-blau mit einem grünen Endsaum. Das Weibchen hat einen blaugrünen Oberkopf und ebenfalls den kleinen weißen Fleck hinter dem Auge. Während die Oberseite grün glänzt, ist die gesamte Unterseite grau. Die Flanken sind bronzegrün, die mittleren Schwanzfedern grün. Die seitlichen Schwanzfedern sind in der Wurzelhälfte grün mit einer stahlblauen subterminalen Binde und grauen Spitzen. Die Flügel sind wie beim Männchen schwärzlich-purpurn.

## Verhalten
Bei der Nahrungsaufnahme gelten die Vögel als Einzelgänger, welche vor allem die unteren und mittleren Straten aufsuchen. Hierbei sind es blühendes Gestrüppe und Büsche, die sich in der Nähe von Waldrändern befinden, die sie bevorzugt anfliegen. Diese haben wenig Nektargehalt bzw. sind Pflanzen, die von Insekten bestäubt werden. Oft kommunizieren sie mit anderen Kolibris an größeren Büschen und dringen als Nektardiebe in das Territorium anderer größerer Kolibriarten ein. Hin und wieder verteidigen sie auch ein eigenes kleines Revier. Manchmal fliegen sie auch Blüten in Baumkronen – beispielsweise der Gattung Inga – an, indem sie an Reben, Stämmen und Blättern auf und ab flattern. Gelegentlich jagen sie auch Insekten. Ihr Flug ähnelt dem der Bienen.

## Lebensraum
Bevorzugte Habitate sind Gebirgsausläufer mit erratischen Blöcken. In den trockeneren Zeiten ziehen sie in trockenere Wälder in Höhen zwischen 150 und 1900 Metern. Dabei bevorzugen sie feuchte Waldränder und Sekundärvegetation mit Lichtungen und Gebüsch. In Peru findet man sie an den Osthängen der Anden.

## Fortpflanzung
Die Männchen helfen – wie bei vielen anderen Kolibriarten auch – nicht beim Nestbau. In Costa Rica beginnen die Weibchen in den trockenen Monat Februar bis Mitte Mai mit dem Nestbau. Die Nester werden in Wälder oder in der Nähe von Flussufern gebaut, gelegentlich auch nahe schattiger Gebirgssturzbäche zwischen Gras und Gebüsch nicht weit vom Wald entfernt. Die Nester befinden sich in Höhen zwischen einem und fünf Metern. Ihre Eier legen sie in einem Zeitraum von zwei Tagen. Meist finden sich zwei weiße ellipsenförmige Eier im Nest.

## Lautäußerungen
Ihr Ruf klingt wie kurze scharfe tsit-Töne oder bei der Nahrungsaufnahme wie ein rollendes Gezwitscher. Meist singen sie allein, aber auch in losen Gemeinschaften. Sie singen unermüdlich ihre hohen pitsit-Laute oder mehr strukturierten tsit, tsit, tsit, tsitsisisi-Lieder, die ca. 3 Sekunden andauern. Dabei sitzen sie auf freiliegenden Zweigen in Höhen zwischen 4 und 20 Metern.

## Unterarten
Es sind drei Unterarten bekannt:

Verbreitungsgebiet (grün) des Violettkopfkolibris

- Klais guimeti merrittii (Lawrence, 1861)[9] – Diese Subspezies ist im Osten von Honduras bis in den Westen und Norden des Amazonas verbreitet.
- Klais guimeti guimeti (Bourcier, 1843)[10] – Die Nominatform kommt im Osten Kolumbiens und dem Norden Venezuelas sowie vom Osten Ecuadors bis in den Nordwesten Perus vor. 1968 erweiterte Augusto Ruschi das Verbreitungsgebiet um Brasilien[11], weshalb das Land in der Literatur oft genannt wurde. In einer Analyse aus dem Jahr 1995 zog José Fernando Pacheco jedoch Ruschis Analyse in Zweifel, sodass Brasilien heute nicht mehr als Verbreitungsgebiet anerkannt wird.[12]
- Klais guimeti pallidiventris Stolzmann, 1926[13] – Die Unterart kommt im Osten Perus und Westen Boliviens vor.

## Etymologie und Forschungsgeschichte
Jules Bourcier beschrieb den Kolibri unter dem Namen Trochilus Guimeti. Das Typusexemplar zur Beschreibung stammte aus Caracas. Es war Heinrich Gottlieb Ludwig Reichenbach, der ihn 1854 in die neue Gattung Klais einordnete. Dieser Name stammt von »Kleis« einer Tochter von Sappho ab. Das Artepitheton »guimeti« ist dem französischen Chemiker Jean-Baptiste Guimet (1795–1871) gewidmet. »Merrittii« ehrt Joseph King Merritt (1824–1882), den Mann, der das Typusexemplar in der Provinz Veraguas im damaligen Vizekönigreich Neugranada gesammelt hatte. Schließlich leitet sich »pallidiventris« vom lateinischen »pallidus« für »blass« und »venter, ventris« für »Bauch« ab.